# Денали (боро)
Денали (англ. Denali Borough) — боро в штате Аляска, США. Население по данным переписи 2010 года составляет 1826 человек. Административный центр — Хили.

## География
Площадь боро — 33 092 км², из которых 33 025 км² занимает суша и 67 км² (0,2 %) занимают открытые водные пространства.
На территории боро расположена высочайшая гора Северной Америки — Денали.

## Население
По данным переписи 2000 года, население боро составляет 1893 человека. Плотность населения равняется 0,06 чел/км². Расовый состав зоны включает 85,74 % белых; 1,43 % чёрных или афроамериканцев; 4,75 % коренных американцев; 1,53 % азиатов; 0,37 % выходцев с тихоокеанских островов; 0,95 % представителей других рас и 5,23 % представителей двух и более рас. 2,48 % из всех рас — латиноамериканцы.
Из 785 домохозяйств 31,0 % имеют детей в возрасте до 18 лет, 48,4 % являются супружескими парами, проживающими вместе, 4,5 % являются женщинами, проживающими без мужей, а 42,3 % не имеют семьи. 35,0 % всех домохозяйств состоят из отдельно проживающих лиц, в 1,4 % домохозяйств проживают одинокие люди в возрасте 65 лет и старше. Средний размер домохозяйства составил 2,28, а средний размер семьи — 3,03.
В боро проживает 23,8 % населения в возрасте до 18 лет; 6,7 % от 18 до 24 лет; 36,8 % от 25 до 44 лет; 29,7 % от 45 до 64 лет и 3,1 % в возрасте 65 лет и старше. Средний возраст населения — 38 лет. На каждые 100 женщин приходится 139,0 мужчин. На каждые 100 женщин в возрасте 18 лет и старше приходится 147,1 мужчин.

### Города
- Андерсон

### Статистически обособленные местности
- Кантуэлл[англ.]
- Ферри[англ.]
- Хили
- Мак-Кинли-Парк[англ.]